# 3,5,5-trimethylhexanol
3,5,5-trimethylhexanol is een organische verbinding met als brutoformule C9H20O. De stof komt voor als een kleurloze vloeistof met een kenmerkende geur, die onoplosbaar is in water.

## Toxicologie en veiligheid
3,5,5-trimethylhexanol reageert met sterk oxiderende stoffen, anorganische zuren, aldehyden, alkeenoxides, zuuranhydriden, rubber en pvc.
De stof is irriterend voor de ogen, de huid en de luchtwegen. Er kan, door de relatief lage dampdruk, ook een irriterende damp gevormd worden.